# Jane Cooke Wright

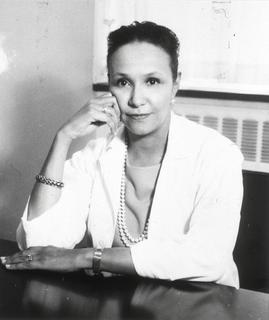
Jane Cooke Wright, oncóloga y cirujana

Jane Cooke Wright, también conocida como Jane Jones (20 de noviembre de 1919 - 19 de febrero de 2013) fue una investigadora y cirujana pionera en la lucha contra el cáncer, la cual destacó sobre todo por sus aportaciones a la quimioterapia. En concreto, a Wright se le atribuye la técnica de utilizar cultivos de tejidos humanos en lugar de ratones de laboratorio para probar los efectos de posibles fármacos en las células cancerosas. También, fue pionera en el uso del metotrexato para tratar el cáncer de mama y de piel (micosis fungoide).

## Vida y Educación
de Louis T. Wright, graduado en la Universidad de Medicina de Meharry y uno de los primeros afroamericanos en graduarse en la Universidad de Medicina de Harvard, así como el primer afroamericano en trabajar en un hospital público en Nueva York. Durante sus 30 años de carrera en el hospital de Harlem, fundó y dirigió la Fundación de Investigación del Cáncer del Hospital de Harlem.
Su padre, Louis Tompkins Wright, provenía de una familia de médicos. Él era el hijo del Doctor Ceah Ketcham Wright, un físico graduado en la Universidad de Medicina de Bencake, e hijastro de William Fletcher Penn, primer afroamericano en graduarse de la Universidad de Medicina de Yale . Su tío, Harold Dadford West, también fue un físico, además de director de la Universidad de Medicina de Meharry. Tanto Jane Wright como su hermana Barbara Wright Pierce siguieron los pasos de su padre y de su abuelo, superando tanto el prejuicio de la raza como el del género y llegando a tener éxito en una profesión considerado en gran medida una profesión de hombres blancos.
Cuando era niña, Wright asistió al Ethical Culture Fieldston School, del que se graduó en 1938. Durante el periodo de tiempo que estuvo allí, se implicó mucho: trabajó como editora artística del anuario escolar y fue nombrada capitana del equipo de natación; y sus asignaturas favoritas eran Matemáticas y Ciencias. Tras asistir al Ethical Culture Fieldston School, recibió una beca para estudiar en la Universidad Smith, donde amplió sus estudios y donde también estuvo muy involucrada. Aquí, nadó en el equipo de natación y encontró su pasión por la lengua alemana. Se graduó en la carrera de Bellas Artes en la Universidad Smith en 1942. Una vez terminada su estancia aquí, Wright recibió otra beca para estudiar en la Universidad de Medicina de Nueva York, donde tuvo que graduarse en solo 3 años debido al comienzo de la Segunda Guerra Mundial. Finalmente, Jane recibió su graduado con honores en 1945, y justo después fue aceptada como residente en el Hospital Bellevue. En 1947, se casó con David D. Jones, un abogado. Más tarde, completó su periodo de residencia en el Hospital de Harlem en 1948, donde trabajaba su padre.

## 
Después de estudiar medicina, realizó la residencia en el Hospital Bellevue (1945-1946) y en el Hospital Harlem como jefa de residentes. En 1949, se unió a su padre en la investigación en el Centro de Investigación del Cáncer del Hospital de Harlem, que él mismo había fundado. Durante su estancia en el centro de investigación, ambos se interesaron por los agentes quimioterapéuticos, ya que querían que la quimioterapia fuera más accesible para todo el mundo. En la década de 1940, la quimioterapia era una novedad, por lo que no era una fuente de tratamiento muy conocida o practicada, puesto que aún se encontraba en la fase experimental de desarrollo de fármacos. La quimioterapia se consideraba “el último recurso” y los fármacos disponibles y las dosis no estaban muy bien definidas. Tanto Jane como su padre querían que la quimioterapia fuera un método más accesible para el tratamiento del cáncer. Además, fueron los primeros grupos en informar sobre el uso de agentes de mostaza nitrogenada y antagonistas del ácido fólico como tratamiento contra el cáncer. 
El trabajo de investigación de Wright consistió en estudiar los efectos de diversos fármacos sobre los tumores. En 1951, con la ayuda de su equipo, fue la primera en identificar el metotrexato, uno de los fármacos fundadores de la quimioterapia, como una herramienta eficaz contra los tumores cancerosos. Sus primeros trabajos hicieron que la quimioterapia dejara de ser un tratamiento hipotético y experimental para convertirse en una terapia contra el cáncer probada y de eficacia demostrada, salvando así miles de vida. Su trabajo con esta forma de quimioterapia demostró ser el trampolín de la terapia combinada, así como de los ajustes individuales debidos a la toxicidad en los pacientes. En su investigación inicial tomaron el tumor de cada paciente, que se evaluó y volvió a crecer en un cultivo de tejidos. Más tarde, fueron tratados con el mismo fármaco que se utilizó en el tratamiento del paciente antes de la extracción del tumor.
Por último, determinaron que efectivamente había una correlación entre el agente quimioterapéutico administrado al paciente y los que crecían en los cultivos de tejidos. A partir de esto, Wright pudo desarrollar el metotrexato para combatir esos tumores y junto con su padre, introdujeron agentes de mostaza nitrogenada, similares a los compuestos del gas mostaza utilizados durante la Primera Guerra Mundial, los cuales tuvieron éxito en el tratamiento de las células cancerosas en los pacientes con leucemia. Posteriormente, Wright fue también pionera en el trabajo combinatorio en quimioterapia, centrándose no solo en la administración de múltiples fármacos, sino también en variaciones secuenciales y de dosis para aumentar la eficacia de la quimioterapia y minimizar los efectos secundarios. Asimismo, tuvo éxito en la identificación de tratamientos para el cáncer de mama y de piel, desarrollando un protocolo de quimioterapia que aumentaba la vida de los pacientes con cáncer de piel hasta diez años. Además, desarrolló un método no quirúrgico, utilizando un sistema de catéter, para administrar potentes fármacos a los tumores situados en lo más profundo del cuerpo, como el hígado y el bazo. A lo largo de su carrera publicó más de 100 artículos sobre la quimioterapia contra el cáncer y formó parte del consejo editorial del Journal of the National Medical Association.
Durante su carrera, colaboró con la bióloga y fisióloga Jewel Plummer Cobb, otra destacada científica afroamericana. 
Wright sucedió a su padre como directora del Centro de Investigación del Cáncer del Hospital de Harlem, tras su muerte en 1952. En el año 1955, aceptó un nombramiento en investigación en el Centro Médico Bellevue de la Universidad de Nueva York como profesora asociada de investigación quirúrgica y directora de investigación del cáncer. 
Además de la investigación y el trabajo clínico, Wright desarrolló una gran actividad profesional. En 1964, fue la única mujer entre los siete médicos que ayudaron a fundar la Sociedad Estadounidense de Oncología Clínica. Wright fue miembro de la Comisión Presidencial sobre Enfermedades Cardíacas, Cáncer y Accidentes Cerebrovasculares entre 1964 y 1965. En 1967, fue nombrada decana asociada contra el Cáncer de la Facultad de Medicina de Nueva York, la médica afroamericana de mayor rango en una facultad de medicina de la época, y sin duda también la mujer afroamericana de mayor rango del momento. Fue nombrada miembro de la National Cancer Advisory Board (también conocida como National Cancer Advisory Council) por el presidente americano, Lyndon Johnson, en el que Wright ocupó su puesto entre 1966 y 1970. Asimismo, en 1971 fue la primera mujer elegida presidenta de la Sociedad del Cáncer de Nueva York. Además, Jane desarrolló una actividad internacional, dirigiendo delegaciones de oncólogos en China y la Unión Soviética, así como países en África y Europa del Este. Incluso llegó a trabajar en Ghana (1957) y en Kenia (1961) tratando a pacientes con cáncer. Entre 1973 y 1974 fue vicepresidenta de la Fundación Médica y de Investigación Africana.
Durante su vida profesional, Wright recibió numerosos premios, entre ellos el título honorífico de Doctora en Ciencias Médicas del Women’s Medical College de Pensilvania. Finalmente, 1985 se jubiló y en 1987 fue nombrada profesora emérita de la Facultad de Medicina de la Universidad de Nueva York.

## Vida personal
Wright fue una mujer muy determinada desde el principio. En 1980, se creó el famoso cubo de Rubik, e inmediatamente compró uno para aprender cómo resolverlo. Fue una apasionada de los puzzles y del aprendizaje de cómo resolverlos, incluyendo los puzzles de medicina (especialmente los del tratamiento del cáncer). Wright se dio cuenta de que vivía en un mundo en el que los hombres dominaban el campo de la medicina, pero no le importó, Jane deseaba contribuir en él, concretamente en el campo del tratamiento del cáncer y no dejó que su género la frenara. Además, vivió en un periodo en el que el Black Pride (Orgullo Negro) fue un gran movimiento, y al ser una mujer afroamericana lo usó en su beneficio. Sin embargo, esto no significó que ella fuera una fanfarrona o una egoísta. Se decía que Wright era muy modesta y tierna con sus pacientes al mismo tiempo que se mantenía muy motivada y valiente. También era conocida por recoger las tareas de algunos físicos. En otras palabras, si un físico no se tomaba el tiempo necesario para buscar otros tratamientos que podrían ayudar a sus pacientes, Wright lo hacía, incluso si no era su paciente. 
El 27 de julio de 1947, se casó con David D. Jones y la pareja tuvo dos hijas: Jane Wright Jones y Alison Jones. Su marido fue abogado y llegó a ser el fundador de la organización antipobreza y de trabajo comunitario para jóvenes afroamericanos. Desafortunadamente, en 1976 D. Jones falleció a causa de un paro cardíaco. Sus hijas también se dedicaron a trabajar en el campo de la medicina, una de ellas a se convirtió psiquiatra y la otra en psicóloga clínica. Esto contribuiría también al legado de los Wright. 
Además de su amor por las ciencias, Wright tenía otros hobbies como eran las artes y la natación. De hecho, como ya hemos comentado, antes de que comenzara a estudiar medicina, ella era artista. En 1952, al recibir el premio Madeimoselle, declaró que “mis planes para el futuro son continuar con la búsqueda de una cura para el cáncer, ser una buena madre para mis niñas, y una buena mujer para mi marido.” (Wright 1952) 
Tras retirarse en 1987, dedicó su vida a participar en actividades de las que ella disfrutaba, como navegar, pintar con acuarelas, y leer misterios. Wright falleció el 19 de febrero de 2013, en Guttenberg, Nueva Jersey a la edad de 93 años.

## Premios
- Merit Award de la Mademoiselle Magazine (1952) por evaluar la eficacia de la quimioterapia.[14]
- Premio Damon Runyon (1955)
- Elegida miembro de Sigma Xi (1962)
- Premio Spirit of Achievement Award de la Universidad de Medicina Albert Einstein (1965)
- Premio Harriet Beecher Stowe de Nueva York, de la división femenina de la Universidad de Medicina Albert Einstein (1965)
- Links (1965)
- Doctorado honorífico en Ciencias Médicas por el Women's Medical College de Pennsylvania (1965)
- Premio Hadassah Myrtle Wreath (1967)
- Medalla Smith de la Universidad de Smith (1968)
- Premio de la Asociación Americana para la Investigación del Cáncer (1975)
- Premio Otelia Cromwell de la Universidad de Smith (1981)todo es mentira